# الرقابة في إندونيسيا
تنوعت أشكال الرقابة في إندونيسيا منذ إعلان الدولة استقلالها عام 1945. لم تسمح حكومة إندونيسيا، على مدار معظم تاريخها، بحرية التعبير تمامًا وخضعت وجهات النظر الناقدة والمثيرة للجدل وآراء الأقلية إلى الرقابة، كما اُعتقل الكتاب والنشطاء السياسيون خلال فترات القمع. يرجع ذلك إلى ضعف الدولة، والعوامل الحضارية إلى حد ما، فهي لم تكن أبدًا دولة ذات رقابة كاملة حيث لا يمكن التعبير عن الأصوات الناقدة أو طباعة المنشورات.
ورثت إندونيسيا عددًا من قوانين الرقابة الصارمة على الصحافة من حكامها الهولنديين السابقين والتي ظلت موجودة قيد الكتب حتى الخمسينيات من القرن الماضي. شملت هذه القوانين اتهامات جنائية محتملة للصحفيين الذين زعزعوا السلام أو شوهوا سمعة مسؤولين حكوميين. ضعفت الرقابة نسبيًا خلال سنوات الاستقلال المبكرة وفترة الديمقراطية الليبرالية في إندونيسيا. لم يبدأ سجن الصحفيين مرة أخرى إلا في النصف الثاني من خمسينيات القرن الماضي، أثناء فترة الانتقال إلى الديمقراطية الموجهة في إندونيسيا، واضطرت سياسات التحرير إلى الاندماج مع مصالح الدولة. استمرت سياسة الاندماج والقمع في فترة النظام الجديد الذي استمر منذ عام 1966 وحتى عام 1998، وكان العدد الإجمالي للصحف الإخبارية، خلال تلك الحقبة، محدودًا للغاية وكان من الممكن سحب تراخيصها بسبب طباعة مواد ضد الحكومة. فُرضت على الأفلام والكتب أيضًا، خلال تلك الفترة، رقابة شديدة، واُعتقل الروائيون والصحفيون إلى معسكرات الاحتجاز. شهدت إندونيسيا، بعد عام 1998 وسقوط النظام الجديد، فترة من حرية الصحافة والنشر وصناعة الأفلام، على الرغم من استمرار الجهود المحلية لفرض الرقابة على بعض المواد.

## حرب الاستقلال (1945-1949)
توزعت الأراضي التابعة لجزر الهند الشرقية الهولندية على دولتي هولندا وإندونيسيا خلال الفترة المعروفة باسم الثورة الوطنية الإندونيسية بعد انسحاب القوات اليابانية. لم يكن لدى الدولة الإندونيسية النامية خلال فترة الحرب القدرة أو الرغبة في ممارسة الرقابة بشكل منتظم، إذ أدركوا تمامًا معاناة الشعب في الحصول على حرية التعبير بعد عدة سنوات من القمع الياباني. كفل دستور إندونيسيا لعام 1945 حرية التعبير والتجمهر، ولكن استمرت قوانين الرقابة في الحقبة الاستعمارية بشكل نظري. أنشأت الجمهورية وزارة الإعلام، ومحطة إذاعة حكومية تُدعى راديو جمهورية إندونيسيا في سبتمبر 1945، تأسست أيضًا في الشهر ذاته وكالة رقابة في يوغياكارتا تقتصر أخبارها على المدينة فقط والتي كانت تطمح في السيطرة على الإذاعات والمطبوعات التحريضية. أعلن الجانب الهولندي في ذلك الوقت (الإدارة المدنية في جزر الهند الهولندية) عن دعمه لحرية الصحافة وعدم الرغبة في العودة إلى الرقابة الصارمة التي سادت في فترة الثلاثينيات. تعرض الصحفيون والمطبوعات الإندونيسية للاضطهاد وُفرضت الرقابة على تقاريرهم خاصة في ما يتعلق بالأعمال العسكرية أثناء الاحتلال العسكري للمناطق الهولندية، والتي شملت العاصمة جاكرتا. فر بعض الصحفيين المؤيدين للجمهورية إلى المناطق الريفية ومعهم آلات الطباعة بدلًا من الاستمرار في العمل مع الجانب الهولندي. ظلت مع ذلك الصحف المؤيدة للجمهورية القوة المهيمنة حتى في المناطق التي سيطرت هولندا عليها.
أصدرت الحكومة الإندونيسية أيضًا (جريدة الجمهورية الإندونيسية) وشجعت على اقتباس محتواها المصرح به رسميًا وإعادة طبعه في الصحف الخاصة، واستأجرت صحفيين مشهورين، كبارادا هاراهاب، لكسب ثقة الشعب في منشوراتهم الرسمية.